# Jimmy Bryan
James Ernest „Jimmy“ Bryan (* 28. Januar 1926 in Phoenix, Arizona; † 19. Juni 1960 in Langhorne, Pennsylvania) war ein US-amerikanischer Rennfahrer.

## Karriere
Bryan gehörte in den 1950er Jahren zu den führenden US-amerikanischen Rennfahrern. Nach fünf Jahren bei Rennen der Midget-Car-Klasse (Kleinstrennwagen) und Rennen auf Staubovalen sowie einem Qualifikationsversuch 1951 startete Bryan 1952 erstmals bei einem Rennen der AAA National Serie in Indianapolis und erreichte den für einen Rookie ausgezeichneten sechsten Platz. In den nachfolgenden Jahren etablierte er sich zur festen Größe in der Serie. Dreimal (1954, 1956 und 1957) gewann er diese US-weite Meisterschaft, wobei er vor allem bei Rennen auf Staubovalen, die damals Teil dieser Meisterschaft waren, nahezu unschlagbar war. Doch auch auf Asphalt zeigte er gute Leistungen, wie 1954 sein zweiter Platz der Indy 500 und sein dritter Platz beim selben Rennen 1957 zeigen. Insgesamt gewann Bryan in 19 seiner 62 Rennen in der obersten amerikanischen Monoposto-Serie.
1957 wurde in Monza erstmals das Rennen der zwei Welten ausgetragen, in dem US-amerikanische Champ Cars gegen europäische Formel-1-Wagen fuhren, und Jimmy Bryan gewann dieses Rennen. Mit seinem Sieg beim 500-Meilen-Rennen von Indianapolis 1958 – damals war dieses Rennen Teil der Formel-1-Weltmeisterschaft – krönte er seine Laufbahn.
1960 verunglückte Bryan bei einem Rennen in Pennsylvania tödlich. Auf dem Dirt-Track von Langhorne hatte er sich für die erste Startreihe qualifiziert, erwischte jedoch bereits in der ersten Runde eine Bodenwelle und überschlug sich.

## Statistik

### Grand-Prix-Siege
- 1958  Indianapolis 500 (Indianapolis)

### Indy-500-Ergebnisse
| Jahr | Startnr. | Start | Qual (km/h) | Ergebnis | Runden | Führung | Ausfall     |
| ---- | -------- | ----- | ----------- | -------- | ------ | ------- | ----------- |
| 1951 | 72       | DNQ   |             |          |        |         |             |
| 1952 | 77       | 21    | 215,858     | 6        | 200    | 0       |             |
| 1953 | 8        | 31    | 218,047     | 14       | 183    | 0       |             |
| 1954 | 9        | 3     | 224,741     | 2        | 200    | 46      |             |
| 1955 | 1        | 11    | 225,545     | 24       | 90     | 31      | Ölverlust   |
| 1956 | 2        | 19    | 231,306     | 19       | 185    | 0       |             |
| 1957 | 1        | 15    | 227,187     | 3        | 200    | 0       |             |
| 1958 | 1        | 7     | 232,014     | 1        | 200    | 139     |             |
| 1959 | 6        | 20    | 228,683     | 33       | 1      | 0       | Motor       |
| 1960 | 10       | 10    | 232,578     | 19       | 152    | 0       | Benzinpumpe |

| Legende  | Legende            | Legende                                                          |
| Farbe    | Abkürzung          | Bedeutung                                                        |
| -------- | ------------------ | ---------------------------------------------------------------- |
| Gold     | –                  | Sieg                                                             |
| Silber   | –                  | 2. Platz                                                         |
| Bronze   | –                  | 3. Platz                                                         |
| Grün     | –                  | Platzierung in den Punkten                                       |
| Blau     | –                  | Klassifiziert außerhalb der Punkteränge                          |
| Violett  | DNF                | Rennen nicht beendet (did not finish)                            |
| Violett  | NC                 | nicht klassifiziert (not classified)                             |
| Rot      | DNQ                | nicht qualifiziert (did not qualify)                             |
| Rot      | DNPQ               | in Vorqualifikation gescheitert (did not pre-qualify)            |
| Schwarz  | DSQ                | disqualifiziert (disqualified)                                   |
| Weiß     | DNS                | nicht am Start (did not start)                                   |
| Weiß     | WD                 | zurückgezogen (withdrawn)                                        |
| Hellblau | PO                 | nur am Training teilgenommen (practiced only)                    |
| Hellblau | TD                 | Freitags-Testfahrer (test driver)                                |
| ohne     | DNP                | nicht am Training teilgenommen (did not practice)                |
| ohne     | INJ                | verletzt oder krank (injured)                                    |
| ohne     | EX                 | ausgeschlossen (excluded)                                        |
| ohne     | DNA                | nicht erschienen (did not arrive)                                |
| ohne     | C                  | Rennen abgesagt (cancelled)                                      |
| ohne     | keine WM-Teilnahme |                                                                  |
| sonstige | P/fett             | Pole-Position                                                    |
| sonstige | 1/2/3/4/5/6/7/8    | Punktplatzierung im Sprint-/Qualifikationsrennen                 |
| sonstige | SR/kursiv          | Schnellste Rennrunde                                             |
| sonstige | *                  | nicht im Ziel, aufgrund der zurückgelegten Distanz aber gewertet |
| sonstige | ()                 | Streichresultate                                                 |
| sonstige | unterstrichen      | Führender in der Gesamtwertung                                   |